# Tereticus rufulipennis
Tereticus rufulipennis är en skalbaggsart som beskrevs av Leon Fairmaire 1889. Tereticus rufulipennis ingår i släktet Tereticus och familjen långhorningar.
Artens utbredningsområde är Madagaskar. Inga underarter finns listade i Catalogue of Life.